# Транзитний Парк
Транзитний Парк (також 84 км) — пасажирська зупинна залізнична платформа Рівненської дирекції Львівської залізниці.
Розташована на півдні Сарн Сарненського району Рівненської області на лінії Рівне — Сарни між станціями Сарни (4 км) та Немовичі (11,5 км).
Станом на вересень 2017 р. на платформі зупиняються приміські поїзди.